# John Olver (politico)
John Walter Olver (Honesdale, 3 settembre 1936 – Amherst, 23 febbraio 2023) è stato un politico statunitense, membro della Camera dei rappresentanti per lo Stato del Massachusetts dal 1991 al 2013.

## Biografia
Nato in Pennsylvania, Olver studiò chimica conseguendo un bachelor of science presso il Rensselaer Polytechnic Institute, un Master of Science presso l'Università Tufts ed un dottorato di ricerca presso il Massachusetts Institute of Technology. Per alcuni anni lavorò come docente universitario, poi si dedicò alla politica aderendo al Partito Democratico.
Nel 1969 venne eletto all'interno della legislatura statale del Massachusetts, dove portò a termine due mandati alla Camera dei rappresentanti del Massachusetts e nove mandati al Senato di stato.
Nel 1991, dopo la morte del deputato Silvio Conte, Olver si candidò alla Camera dei Rappresentanti e riuscì a vincere le elezioni speciali indette per assegnare il seggio di Conte. Negli anni seguenti fu rieletto per altri dieci mandati, fin quando nel 2012 annunciò la sua intenzione di non candidarsi per le successive elezioni. Olver abbandonò così il Congresso dopo quasi ventidue anni di servizio.
Durante la permanenza alla Camera, Olver fece parte del Congressional Progressive Caucus.